# Alexandre Bakounine
Pour les articles homonymes, voir Bakounine.
Alexandre Mikhaïlovitch Bakounine (en russe Александр Михайлович Бакунин) est un poète et essayiste russe né le 17 octobre 1768 (28 octobre dans le calendrier grégorien) à Priamoukhino (Oblast de Tver, Russie) et décédé le 6 décembre 1854 (18 décembre dans le calendrier grégorien) à Priamoukhino. Il est le père du célèbre révolutionnaire Michel Bakounine.
Personnalité parmi les plus éclairées de son temps, il a maintenu une communication constante avec les grandes figures de son époque.

## Biographie

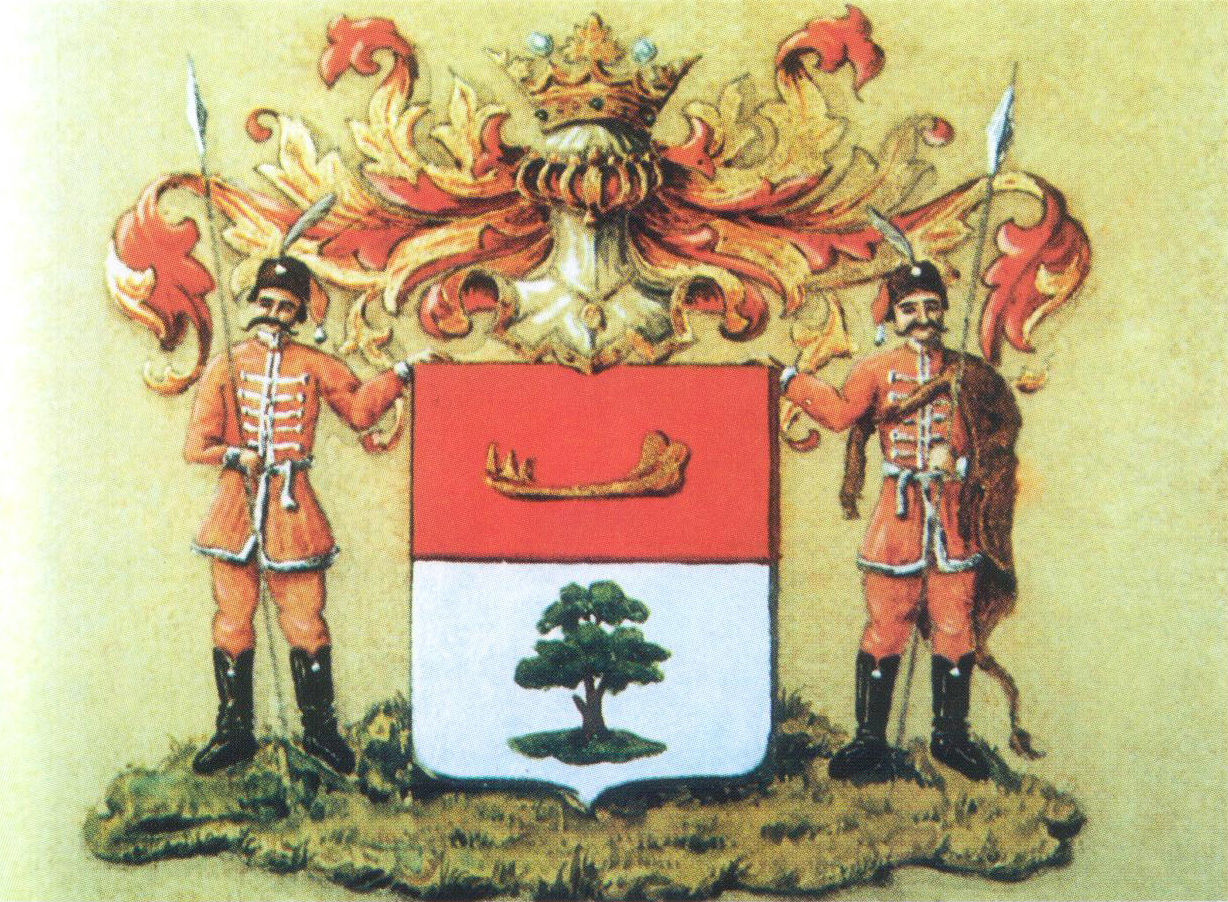
Armoiries de la famille Bakounine

### Les débuts
Alexandre Bakounine naît à Priamoukhino, à proximité de Torjok, propriété acquise par son père Mikhaïl Vassilievitch Bakounine, conseiller d’État, qui compte environ deux mille serfs.
Il fait partie d’une famille de noblesse ancienne, originaire de Transylvanie, à la fortune déclinante, mais qui peut se prévaloir de liens de parenté avec les Mouraviev, les Mordvinov et les Poltoratski.
Sous le patronage de son oncle Piotr Bakounine le Jeune, ministre des Affaires étrangères de Catherine II, il est attaché dès l’âge de huit ans à la légation russe à Florence
Il entame dès lors une carrière diplomatique, qui le fera rester longtemps à l’étranger. En Italie il poursuit des études de philosophie naturelle et soutient son doctorat sur l’helminthologie, grâce à quoi il est élu membre correspondant de l’Académie royale des sciences de Turin en 1789.
Cette même année il est affecté à Paris dans le corps diplomatique, où il assiste à la prise de la Bastille, et se lie d’amitié avec Nikolaï Lvov.

### Retour en Russie
Abandonnant la voie diplomatique pour raisons de santé , Alexandre Bakounine rentre en Russie en 1790 et se retire du service le 31 mars 1791 avec le grade de conseiller de la Cour. Il vit alors à Saint-Pétersbourg, où il fréquente activement les cercles littéraires, notamment celui de son ami Lvov, et publie des poèmes, dont certains sont loués par Gavrila Derjavine.
Juriste libéral et orateur de talent, il travaille dans différents services administratifs, et dirige une partie des travaux du palais de Gatchina après l’accession au trône de Paul Ier en 1797.
Dans le même temps il s’occupe activement de son domaine de Priamouchkhino, tentant de réduire les dettes de sa famille, et grâce à ses liens avec la noblesse locale est élu maréchal de la noblesse du district de Torjok.

### L’harmonie de Priamoukhino

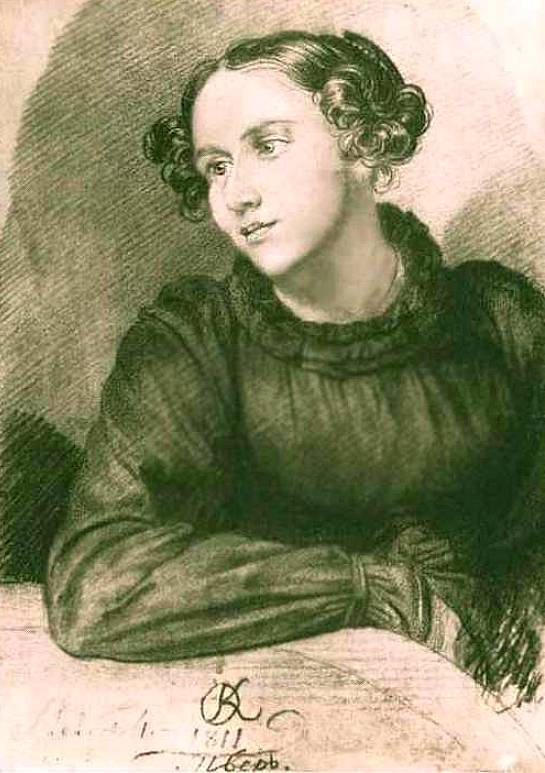
Portrait de Varvara Moraviev par Oreste Kiprensky.

En 1810 il tombe amoureux de Varvara Mouraviev (1792 – 1864), sa cadette de vingt-quatre ans, qui habite alors à une trentaine de kilomètres de Priamoukhino, et avec qui il se marie le 16 octobre.
Ils vivent un temps à Tver, où il fait la connaissance, entre autres, de Nikolaï Karamzine, et Varvara, qui fréquente le salon de Catherine Pavlovna, celle d’Oreste Kiprensky.
Varvara et Alexandre auront onze enfants, cinq filles et six fils :
- Liouba (1811 – 1838), qui eut une liaison avec Nikolaï Stankevitch et lui fut donc fiancée mais mourut de la tuberculose ;
- Varvara (1812 – 1866), mariée en 1835 à Nikolaï Nikolaïevitch Diakov (1812 – 1852), mais qui vit séparée de lui à partir de 1838, et entretient une liaison avec Nikolaï Stankevitch jusqu’à la mort de celui-ci en 1840 ;
- Michel (1814 – 1876), marié de fait à Antonia Kwiatkowski en 1858, mais qui la laissa vivre avec Carlo Gambuzzi (en) ;
- Tatiana (1815 – 1871), restée célibataire, amie de Bélinski, elle inspira un poème à Ivan Tourgueniev ;
- Alexandra (1816 –1882), qui fascina Bélinski et qui fut courtisée par Botkine, épousa en 1844 Gabriel Petrovich Woolf (1807-1861) ;
- Nikolaï (1818 – 1901), capitaine, marié à Anna Petrovna Ouchakova puis à Sophia Sokolova.
- Ilia (1819 – 1900), marié à Elizabeth Albertovna Slippenbach ;
- Pavel Alexandrovitch (1820 –1900), philosophe et auteur de plusieurs ouvrages, se marie à sa cousine au second degré Natalia Korsakov (1827 – 1915) en 1861 ;
- Alexandre (1821 – 1908), lieutenant, marié d’abord à Elizabeth Markova-Vinogradskaia, puis à Elizabeth Alexandrovna Lions (1853 –1926) ;
- Alexeï (1823 – 1882), maréchal de la noblesse du district de Torjok, puis musicien et maître de ballet, marié à Maria Nikolaïevna Mordvinov (1854-1923), la petite-fille d’Idalia Stroganov, en 1876.
- Sophia (1824 –1826), morte en bas âge.

Durant ces années, Alexandre se lie avec de nombreux membres du courant libéral, dont beaucoup de futurs décabristes, comme le frère de sa femme et ses cousins au second degré dont Sergueï Mouraviov-Apostol. Il aurait ainsi aidé Nikita Mikhaïlovitch Mouraviov à la création de l’Union du Salut (1816) et de l’Union du Bien-Être (1818).
Il devient également membre la « Société secrète du Nord », voulant instituer un régime constitutionnel.
Après la révolte manquée de 1825 il renonce à émanciper ses serfs et se consacre entièrement à la gestion de son domaine et à l’éducation de ses enfants selon les préceptes de Jean-Jacques Rousseau.
Atteint précocement, à partir 1830, de cécité (elle sera totale en 1845), il ne quitte plus son domaine, où il reçoit beaucoup de grands noms de son temps, écrivains, philosophes et scientifiques ; Ivan Lajetchnikov décrit longuement ces moments passés à Priamoukhino et l’atmosphère d’harmonie qui s’en dégageait.

Des amis de Michel viennent également souvent au domaine, attirés entre autres par les « divines créatures » que sont ses filles, comme Vassili Botkine ou Vissarion Bélinski qui dit de lui : 

« Alexandre Mikhailovitch est un de ces hommes bénis par Dieu à leur naissance, qui viennent au monde avec tout ce qui sert à former l’être d’une spiritualité supérieure. »

Il devient souffrant à partir de mars 1852 et meurt le 6 décembre 1854 (18 décembre dans le calendrier grégorien) dans son domaine de Priamoukhino, où il est enterré dans la crypte de l’église qu’il a fait construire en 1826.